# Iraia Iturregi Sustatxa
Iraia Iturregi Sustatxa (Bilbao, Biscaia, 24 d'abril de 1985) és una ex futbolista espanyola i entrenadora basca de l'Athletic Club de la Primera Divisió Femenina d'Espanya.
Amb només 12 anys va començar a jugar al CD Sondika, i l'any 2000 ingressa a les files del Leioa EFT amb què va guanyar una Lliga Regional i una Lliga Nacional.
El Leioa EFT es va integrar a l'organigrama de l'Athletic Club i es va crear així l'Athletic Club femení, on Iraia va debutar el 6 d'octubre de 2002 davant el Torrejón, al que van guanyar per 7-1.
Iraia va ser la primera jugadora de la història que va complir 100 partits amb l'Athletic. A més, va capitanejar la selecció sub 19 quan es va proclamar campiona d'Europa el 2004, marcant a més el gol de la victòria a la final. El 2 d'octòbre de 2004 va debutar amb la Seleccion femenina de futbol d'Espanya, en total Iraia ha disputat amb La Roja 11 partits.
Ha jugat també als Estats Units, amb l'equip de la Florida State University a la divisió I de la NCAA, fins que posteriorment va tornar a l'Athletic la temporada 2007/2008 abans que finalitzés la seva beca de dos anys.
Iraia es va retirar del futbol el 2017, després d'haver jugat 400 partits amb l'Athletic i marcat 64 gols entre lliga, copa i UEFA. Al seu palmarès es compten quatre títols de lliga aconseguits en les temporades 2002/03, 2003/04, 2004/05 i 2015/16, tres subcampionats el 2011/12, 2012/13 i 2013/14, i també Copa de la Reina a les edicions 2012 i 2014.
El 2021 és nomenada nova entrenadora de l'Athletic Club en substitució d'Ángel Villacampa, després d'haver entrenat dues temporades a l'equip filial.